# Phlyctaenopora halichondrioides
Phlyctaenopora halichondrioides är en svampdjursart som beskrevs av van Soest och Stentoft 1988. Phlyctaenopora halichondrioides ingår i släktet Phlyctaenopora och familjen Mycalidae.
Artens utbredningsområde är Barbados. Inga underarter finns listade i Catalogue of Life.